# موزور
موزور (به لاتین: Muzur) یک منطقه مسکونی در جمهوری آذربایجان است که در شهرستان ترتر واقع شده است.